# Conrad Friedrich Emil Theodor Sarauw
Conrad Friedrich Emil Theodor Sarauw (18. juni 1808 i Slesvig by – 4. februar 1873 i Burg på Femern) var en slesvigsk amtmand, bror til Conrad og Christian Sarauw.
Han var søn af kammerråd og borgmester m.m. Friedrich Heinrich Wilhelm Sarauw (1777-1845) og Sophie Hedewig Claussen (1782-1851) og blev 1835 konstitueret og 1840 udnævnt herredsfoged i Satrup Herred og Mohrkirch Herred og siden amtsforvalter og amtsdommer (amtmand) over Femern Amt i 1866; altså efter den 2. Slesvigske Krig. Han var øens sidste amtmand.